# Gajka (Beskid Mały)
Gajka (578 m) – szczyt w Paśmie Łamanej Skały w Beskidzie Małym. Nie znajduje się w jego głównym grzbiecie, lecz w bocznym, południowo-wschodnim grzbiecie Smrekowicy, który poprzez Czarną Górę i Gajkę opada do doliny Targoszówki. Gajka znajduje się w widłach Targoszówki i jednego z jej dopływów. Od Czarnej Góry oddziela ją szerokie siodło przełęczy, na którym znajdują się należące do Targoszowa osiedla Jurczakówka i Stawiakówka. Tylko okolice tej przełęczy są bezleśne, poza tym Gajka jest całkowicie porośnięta lasem. Jej północne stoki trawersuje szlak turystyczny.
Nazwa „Gajka” na terenach górskich w Polsce poza obszarami Żywiecczyzny nie występuje, częsta jest natomiast na Słowacji i w Czechach jako „hajka” i oznacza tam nieduży las, zagajnik. W Polsce zazwyczaj dotyczy lasów, rzadko szczytów, sporadycznie miejscowości (Andrzej Komoniecki o wsi Las pisał: „Las lub Lachowska Gajka”).
Gajka znajduje się w obrębie wsi Krzeszów, tylko dolna, pokryta polami i zabudowaniami część stoków północno-zachodnich jest we wsi Targoszów (obydwie w województwie małopolskim, w powiecie suskim, w gminie Stryszawa).
Szlaki turystyczne
 Krzeszów – Gajka – Targoszów – Czarna Góra – Suwory – rozdroże pod Smrekowicą – Smrekowica – Anula – Madohora (Mlada Hora) – Przełęcz pod Madohorą (Przełęcz pod Mladą Horą).